# Tamara Klimová
Tamara Klimová, także Tamara Janíčková-Klimová, Tamara Klimová-Janíčková (ur. 19 stycznia 1922 w Ostrawie, zm. 28 stycznia 2004 w Bratysławie) – słowacka malarka i graficzka.

## Życiorys
Urodziła się 19 stycznia 1922 roku w Ostrawie. W 1944 roku ukończyła szkołę średnią o profilu artystycznym w Brnie. W latach 1945–1951 studiowała w Wyższej Szkole Rzemiosła Artystycznego w Pradze u profesorów Jana Baucha i Emila Filli. Na studiach poznała przyszłego męża, słowackiego artystę Alojzego Klimo (1922–2000). Zadebiutowała na wystawie w 1959 roku. Tego samego roku, wraz z Vierą Kraicovą, Jarmilą Čihánkovą i O. Bartošíkovą, współzałożyła grupę artystyczną Skupina 4, której droga twórcza prowadziła od malarstwa realistycznego do twórczości niefiguratywnej na granicy abstrakcji. W 1967 roku dołączyła do grupy artystycznej Klub konkretistov, z którą przez pięć lat współpracowała i wystawiała w kraju i za granicą.
Tworzyła w Bratysławie. Wraz z mężem należała do inicjatorów malarstwa geometrycznego na Słowacji, była także jednym z najważniejszych przedstawicieli tego nurtu w kraju. Tworzyła obrazy, grafiki i obiekty przestrzenne. Z początku malowała geometryzujące martwe natury i pejzaże, po czym na początku lat 60. poświęciła się tworzeniu geometryzującej abstrakcji. Obrazy i grafiki Klimovej charakteryzują się rytmiczną kompozycją, której punktem wyjścia są wielokąty. Jej kryształowe kompozycje przypominają wnętrza utopijnej architektury. Interesowała się relacjami między kształtem, linią i kolorem. Farbę nakładała gładko, odzwierciedlając światło łamiące się na strukturach geometrycznych. W odróżnieniu od większości konkretystów, jej paleta wychodziła poza barwy podstawowe, czym Klimová wprowadziła osobisty, zmysłowy element do programu grupy artystycznej. Pod koniec lat 60. w jej twórczości zaczęły przeważać reliefy i obiekty, które tworzyła z nowoczesnych materiałów, takich jak szkło akrylowe, czy plastik. Brała udział w wystawach w kraju i za granicą, m.in. w Bratysławie, Pradze, Karlsruhe, Waszyngtonie, czy na międzynarodowym triennale w Osace (1994).
Zmarła 28 stycznia 2004 roku w Bratysławie.